# Río de las Cañas
Río de las Cañas är ett vattendrag i Spanien.   Det ligger i provinsen Provincia de Cádiz och regionen Andalusien, i den södra delen av landet, 500 km söder om huvudstaden Madrid.